# Wallis (Teksas)
Wallis je grad u američkoj saveznoj državi Teksas. Prema popisu stanovništva iz 2010. u njemu je živjelo 1.252 stanovnika.